# Francesco Conti (kardinál)
Francesco Conti (asi 1470 Řím – 1521 tamtéž) byl italský kardinál.

## Život a kariéra
Byl synem římského šlechtice Jacoba Contiho. Jeho strýc Giovanni Conti byl také kardinálem. Vystudoval práva a měl šest nemanželských dětí.
V roce 1494 se stal arcibiskupem v Conze. V roce 1517 byl jmenován kardinálem (titulus San Vitale).